# Fray Luis Beltrán (Santa Fe)
Fray Luis Beltrán is een plaats in het Argentijnse bestuurlijke gebied San Lorenzo in de provincie Santa Fe. De plaats telt 14.390 inwoners.